# Холмс, Элиас Бертон
Бертон Холмс (1870—1958) — американский путешественник, фотограф и режиссёр. Утверждается, что он первым ввёл в употребление термин англ. travelogue (лекция о путешествии, сопровождаемая слайд-шоу или киносеансом).
Родился в семье банковского служащего в Чикаго. Интерес к путешествиям пробудился у него в девятилетнем возрасте, после того как бабушка взяла его с собой на лекцию Джона Л. Стоддарда, получившего известность выступлениями перед публикой с рассказами о своих путешествиях (уже став взрослым, Холмс встретил его в одной из своих поездок за границу).

## Наследие
- На Голливудской аллее славы есть звезда Бертона Холмса.
- В 2004 году была случайно обнаружена часть фотоархивов Бертона Холмса, считавшихся утраченными. Они переданы на хранение в музей фотодокументов en:George Eastman House.